# 深潭龙属
深潭龙（属名：Menucocelsior）是阿根廷晚白垩世艾伦组的一属巨龙形类蜥脚下目恐龙，模式种兼唯一种是阿氏深潭龙（M. arriagadai）。

## 发现
Salitral Ojo del Agua发现了一个完整的蜥脚类动物群。2021年，模式种阿氏深潭龙（Menucocelsior arriagadai）由莫罗·阿拉西亚加·罗兰多（Mauro Araciaga Rolando）、乔迪·亚历希斯·加西亚·马萨（Jordi Alexis Garcia Marsá）、费德里科·利桑德罗·阿格诺林（Federico Lisandro Agnolín）、马蒂亚斯·哈维·莫塔（Matías Javier Motta）、塞巴斯蒂安·罗萨迪拉（Sebastián Rozadilla）和費爾南多·諾瓦斯等人命名、叙述。属名取自马普切语menuco（“水潭”，直译自地名Ojo del Agua）和拉丁语celsior（“主要的”）；种名纪念化石发现地所在牧场的主人贝托·阿里亚加达（"Beto" Arriagada）。

## 分类
正模标本MPCN-PV-798由17节尾椎、一个右肱骨、一个左腓骨及后肢组成。骨骼的形态结构表明深潭龙是真泰坦巨龙类成员，但不属于巨像龙类、萨尔塔龙亚科或风神龙族。

## 古生态学
深潭龙与其它泰坦巨龙类共存于艾伦组，包括小型的萨尔塔龙亚科洛卡龙及分类不明的萨尔塔龙亚科和风神龙族，这两类恐龙皆所知于骨骼残骸和不同形态的皮内成骨。叙述者注意到，这种泰坦巨龙类组合在世界的其它区域尚未发现；泰坦巨龙类不同的体型可能让它们占据不同的生态位，从而避免竞争。